# Mataragka (Ahaia)
Mataragka  este un oraș în Grecia în Prefectura Ahaia.